# Bourlesque de Quixotte
Bourlesque de Quixotte é uma obra instrumental do compositor alemão Georg Philipp Telemann. O compositor popularizou a suíte orquestral francesa na Alemanha inspirando-se nas obras de Jean-Baptiste Lully, a quem admirava. Não há organização padrão para essas peças em multimovimentos, exceto que iniciam-se com a típica abertura no estilo francês: uma seção lenta grave dominada por ritmos pontuados seguida por um Allegro fugal que leva ao retorno à seção mais lenta de abertura. Segue-se uma seleção de movimentos de dança, cujo único critério reside nos arranjos contrastantes. Telemann também aperfeiçoou a moda francesa de dar títulos programáticos às suítes. Essa apresenta seis movimentos programáticos (após a abertura francesa) baseados no "Cavaleiro da Triste Figura" e seu criado Sancho Pança.

## Abertura
O primeiro movimento segue o estilo francês comum de abertura, acima descrito.

## Le Réveil de Quixotte
O lento despertar de Dom Quixote através do uso de notas e pausas longas e de um ritmo de minueto lírico e simples.

## Son Attaque des Moulins à Vent
Irrompem então semicolcheias e notas repetidas representando Dom Quixote atacando seus inimigos imaginários, os moinhos de vento.

## Ses Soupirs Amoureux Après La Princesse Dulcinée
Movimento que reflete o amor de Dom Quixote incluindo motivos suspirantes e suspensões musicais representando sua paixão por Dulcinéia.

## Sanche Panche Berné
Descrição musical imaginativa de Sancho Pança, por meio da inclusão de saltos oitavados, com desvios ornamentados dentro de um ritmo vigoroso.

## Le Galope de Rosinante / Celui d'Ane de Sanche
Penúltimo movimento, é a descrição de Rocinante, cavalo de Dom Quixote, galopando num compaso 3/8, contrastando com o asno de Sancho, cuja teimosia é refletida por pausas e ritmos pontuados.

## Le Couche de Quixotte
Telemann põe seu herói para dormir nesse movimento final com uma melodia simples e lírica - o exato oposto do movimento anterior - e completa o ciclo voltando ao começo da história.